# Викинг (ракетный двигатель)
Викинг (англ. Viking) — семейство жидкостных ракетных двигателей (ЖРД).

## История создания
Самые ранние версии, разработанные в 1965 году, имели тягу около 190 кН. К 1971 году тяга была увеличена до 540 кН, в результате чего двигатель получил название Викинг-1 и был принят для программы Ариан. Первым двигателем на ракете Ариан-1 в 1979 году был Викинг-2, с тягой 611 кН.

## Особенности конструкция
Необычной особенностью двигателей Викинг является их водяной бак и водяной насос, используемый для охлаждения выхлопных газов газового генератора. Горячие выхлопные газы генератора охлаждаются путем впрыска воды до 620 °C перед использованием для привода трех коаксиальных насосов (для воды, топлива и окислителя) и для давления в топливных баках. Вода также использовалась в качестве гидравлической жидкости для приведения в действие клапанов.

## Модификации
| Высота                     | 2,87 м                    | 2,87 м                    | 3,51 м                    | 3,51 м                    | 2,87 м                    | 2,87 м                    |
| Диаметр                    | 0,99 м                    | 0,99 м                    | 1,70 м                    | 1,70 м                    | 0,99 м                    | 0,99 м                    |
| Масса                      |                           |                           | 826 кг                    | 826 кг                    | 826 кг                    | 826 кг                    |
| Топливо                    | Амил / Гептил (1,86 : 1)  | Амил / UH 25 (1,70 : 1)   | Амил / Гептил (1,86 : 1)  | Амил / UH 25 (1,70 : 1)   | Амил / UH 25 (1,70 : 1)   | Амил / UH 25 (1,71 : 1)   |
| Расход топлива             | 275 кг/с                  | 275 кг/с                  | 275 кг/с                  | 275 кг/с                  | 275 кг/с                  | 275 кг/с                  |
| Производительность турбины | 2 500 кВт / 10 000 об/мин | 2 500 кВт / 10 000 об/мин | 2 500 кВт / 10 000 об/мин | 2 500 кВт / 10 000 об/мин | 2 500 кВт / 10 000 об/мин | 2 500 кВт / 10 000 об/мин |
| Тяга (в вакууме)           | 690 кН                    |                           | 713 кН                    | 800 кН                    | 758 кН                    | 750 кН                    |
| Тяга (на ур. моря)         | 611 кН                    | 643 кН                    |                           |                           | 678 кН                    |                           |
| Используется               | Ариан-1                   | Ариан-2, Ариан-3          | Ариан-1                   | Ариан-2, Ариан-3, Ариан-4 | Ариан-4                   | PAL (ступень Ариан-4)     |

## Статьи
- Oskar J. Haidn. Advanced Rocket Engines // RTO-EN-AVT-150. — Institute of Space Propulsion. — Вып. март. — С. 40. Архивировано из оригинала 4 сентября 2012 года.